# Melanotaenia caerulea
Melanotaenia caerulea är en fiskart som beskrevs av Allen, 1996. Melanotaenia caerulea ingår i släktet Melanotaenia och familjen Melanotaeniidae. Inga underarter finns listade i Catalogue of Life.